# Ryan Strain
Ryan Strain (Coventry, 2 aprile 1997) è un calciatore inglese naturalizzato australiano, difensore del Dundee Utd.

## Carriera

### Club
Il 1º luglio 2021 viene acquistato a titolo definitivo dalla squadra israeliana del Maccabi Haifa.

### Nazionale
Nel 2022 ha esordito in nazionale maggiore.

## Statistiche

### Presenze e reti nei club
Statistiche aggiornate al 17 maggio 2025.
| Stagione            | Squadra             | Campionato          | Campionato | Campionato | Coppe nazionali | Coppe nazionali | Coppe nazionali | Coppe continentali | Coppe continentali | Coppe continentali | Altre coppe | Altre coppe | Altre coppe | Totale | Totale |
| Stagione            | Squadra             | Comp                | Pres       | Reti       | Comp            | Pres            | Reti            | Comp               | Pres               | Reti               | Comp        | Pres        | Reti        | Pres   | Reti   |
| ------------------- | ------------------- | ------------------- | ---------- | ---------- | --------------- | --------------- | --------------- | ------------------ | ------------------ | ------------------ | ----------- | ----------- | ----------- | ------ | ------ |
| 2017-2018           | Adelaide Utd        | AL                  | 16         | 0          | CA              | 4               | 0               |                    | -                  | -                  |             | -           | -           | 20     | 0      |
| 2018-2019           | Adelaide Utd        | AL                  | 22         | 0          | CA              | 5               | 0               |                    | -                  | -                  |             | -           | -           | 27     | 0      |
| 2019-2020           | Adelaide Utd        | AL                  | 22         | 0          |                 | -               | -               |                    | -                  | -                  |             | -           | -           | 22     | 0      |
| 2020-2021           | Adelaide Utd        | AL                  | 21         | 0          |                 | -               | -               |                    | -                  | -                  |             | -           | -           | 21     | 0      |
| Totale Adelaide Utd | Totale Adelaide Utd | Totale Adelaide Utd | 81         | 0          |                 | 9               | 0               |                    | -                  | -                  |             | -           | -           | 90     | 0      |
| 2021-2022           | Maccabi Haifa       | LhA                 | 9          | 0          | CI+TC           | 1+1             | 0               | UCL+UECL           | 0+4                | 0                  | SI          | 0           | 0           | 15     | 0      |
| 2022-2023           | St. Mirren          | SP                  | 36         | 4          | CS+CdL          | 2+3             | 0               |                    | -                  | -                  |             | -           | -           | 41     | 4      |
| 2023-2024           | St. Mirren          | SP                  | 17         | 1          | CS+CdL          | 0+6             | 0               |                    | -                  | -                  |             | -           | -           | 23     | 1      |
| Totale St. Mirren   | Totale St. Mirren   | Totale St. Mirren   | 53         | 5          |                 | 11              | 0               |                    | -                  | -                  |             | -           | -           | 64     | 5      |
| 2024-2025           | Dundee Utd          | SP                  | 29         | 0          | CS+CdL          | 1+2             | 0               |                    | -                  | -                  |             | -           | -           | 32     | 0      |
| Totale carriera     | Totale carriera     | Totale carriera     | 172        | 5          |                 | 25              | 0               |                    | 4                  | 0                  |             | 0           | 0           | 201    | 5      |

### Cronologia presenze e reti in nazionale
| Cronologia completa delle presenze e delle reti in nazionale ― Australia | Cronologia completa delle presenze e delle reti in nazionale ― Australia | Cronologia completa delle presenze e delle reti in nazionale ― Australia | Cronologia completa delle presenze e delle reti in nazionale ― Australia | Cronologia completa delle presenze e delle reti in nazionale ― Australia | Cronologia completa delle presenze e delle reti in nazionale ― Australia | Cronologia completa delle presenze e delle reti in nazionale ― Australia | Cronologia completa delle presenze e delle reti in nazionale ― Australia |
| Data                                                                     | Città                                                                    | In casa                                                                  | Risultato                                                                | Ospiti                                                                   | Competizione                                                             | Reti                                                                     | Note                                                                     |
| ------------------------------------------------------------------------ | ------------------------------------------------------------------------ | ------------------------------------------------------------------------ | ------------------------------------------------------------------------ | ------------------------------------------------------------------------ | ------------------------------------------------------------------------ | ------------------------------------------------------------------------ | ------------------------------------------------------------------------ |
| 25-9-2022                                                                | Wellington                                                               | Nuova Zelanda                                                            | 0 – 2                                                                    | Australia                                                                | Amichevole                                                               | -                                                                        | 63’                                                                      |
| 15-6-2023                                                                | Pechino                                                                  | Argentina                                                                | 2 – 0                                                                    | Australia                                                                | Amichevole                                                               | -                                                                        | 73’                                                                      |
| 13-10-2023                                                               | Londra                                                                   | Inghilterra                                                              | 1 – 0                                                                    | Australia                                                                | Amichevole                                                               | -                                                                        | 40’ 74’                                                                  |
| 17-10-2023                                                               | Londra                                                                   | Australia                                                                | 2 – 0                                                                    | Nuova Zelanda                                                            | Amichevole                                                               | -                                                                        | 46’                                                                      |
| 23-11-2023                                                               | Kuwait City                                                              | Palestina                                                                | 0 – 1                                                                    | Australia                                                                | Qual. Mondiali 2026                                                      | -                                                                        | 21’                                                                      |
| 23-11-2023                                                               | Dhaka                                                                    | Bangladesh                                                               | 0 – 2                                                                    | Australia                                                                | Qual. Mondiali 2026                                                      | -                                                                        |                                                                          |
| Totale                                                                   |                                                                          | Presenze                                                                 | 6                                                                        |                                                                          | Reti                                                                     | 0                                                                        |                                                                          |

## Palmarès

### Club

#### Competizioni nazionali
- Coppa d'Australia: 2

Adelaide Utd: 2017, 2018
- Campionato israeliano: 1

Maccabi Haifa: 2021-2022